# Hrabstwo Yamhill
Hrabstwo Yamhill (ang. Yamhill County) – hrabstwo w stanie Oregon w Stanach Zjednoczonych. Obszar całkowity hrabstwa obejmuje powierzchnię 718,36 mil² (1860,54 km²). Według szacunków United States Census Bureau w roku 2009 miało 99 037 mieszkańców.
Hrabstwo powstało w 1843 roku. 

## Miasta[4]
- Amity Carlton
- Dayton
- Dundee
- Lafayette
- McMinnville
- Newberg
- Sheridan
- Willamina
- Yamhill